# Carlos Bocanegra
Carlos Bocanegra (Upland, 25 mei 1979) is een voormalig Amerikaans betaald voetballer van Mexicaanse afkomst die bij voorkeur centraal in de verdediging speelde. In Juli 2013 verruilde hij Glasgow Rangers voor Chivas USA. Hij debuteerde in december 2001 in het Amerikaans voetbalelftal, waarvoor hij daarna meer dan honderd interlands speelde.
Op 2 maart 2015 werd bekendgemaakt dat Bocanegra technisch directeur werd van het toekomstige MLS team uit Atlanta, dat in 2017 aan de competitie gaat deelnemen.

## Clubcarrière
Bocanegra debuteerde in 2000 in het betaald voetbal bij Chicago Fire. Daarvoor spelend won hij in zijn eerste jaar de prijs voor beste nieuwe speler van het seizoen en in zowel 2002 als 2003 de prijs voor de beste verdediger van de Major League Soccer. Eind 2002 werd Bocanegra getest door Feyenoord, maar werd niet goed genoeg bevonden. In januari 2004 tekende Bocanegra een contract bij Fulham FC, waarvoor hij vooral als linksback speelde. Hier werd hij in het seizoen 2006/07 met vijf goals tweede clubtopscorer achter zijn landgenoot Brian McBride. Op 29 Juni 2013 werd bekend dat Bocanegra na zijn huur periode bij Racing Santander niet meer zou terugkeren bij Glasgow Rangers. Op 1 Juli tekende Carlos Bocanegra bij Chivas USA in z'n thuisland in de hoop terug in beeld te komen voor het Amerikaanse nationale elftal waar hij, in tegenstelling tot de vorige jaren, geen vaste plek meer had. Zijn eerste seizoen bij Chivas was niet bepaald succesvol. Chivas USA werd laatste in de Western Conference met slechts zesentwintig punten uit vierendertig wedstrijden. Enkel DC United presteerde dat seizoen slechter dan Chivas. Zij wisten slechts zestien punten uit vierendertig wedstrijden bij een te sprokkelen. Op 4 september 2014 maakte hij bekend dat hij per direct stopte met betaald voetbal.

## Interlandcarrière
Bocanegra speelde op 9 december 2001 tegen Zuid-Korea zijn eerste interland voor het Amerikaanse nationale team. Hij maakte daarvan vervolgens deel uit tijdens onder meer het WK 2006, het WK 2010, de Gold Cup 2003 en de Gold Cup 2007. In juni 2009 werd hij aanvoerder van de nationale ploeg. In maart 2013 werd Bocanegra gepasseerd door bondscoach Jürgen Klinsmann en kwam niet meer in aanmerking voor het WK 2014. Op 5 september 2014 nam Bocanegra afscheid van de nationale ploeg. Hij nam als aanvoerder ook nog deel aan de Confederations Cup 2009 waar hij de groepsfase niet speelde vanwege een hamstringblessure. De halve finale en de finale speelde Bocanegra 90 minuten.
| Interlanddoelpunten | Interlanddoelpunten | Interlanddoelpunten | Interlanddoelpunten                   | Interlanddoelpunten | Interlanddoelpunten | Interlanddoelpunten | Interlanddoelpunten |
| №                   | Datum               | Locatie             | Wedstrijd                             | Goal(s)             | Score               | Uitslag             | Competitie          |
| ------------------- | ------------------- | ------------------- | ------------------------------------- | ------------------- | ------------------- | ------------------- | ------------------- |
| 1                   | 18 januari 2003     | Fort Lauderdale     | Verenigde Staten – Canada             | Goal                | 1 – 0               | 4 – 0               | Oefeninterland      |
| 2                   | 13 februari 2003    | Kingston            | Jamaica – Verenigde Staten            | Goal                | 0 – 1               | 1 – 2               | Oefeninterland      |
| 3                   | 23 juli 2003        | Miami               | Verenigde Staten – Brazilië           | Goal                | 1 – 0               | 1 – 2               | Gold Cup            |
| 4                   | 26 juli 2003        | Miami               | Verenigde Staten – Costa Rica         | Goal                | 1 – 1               | 3 – 2               | Gold Cup            |
| 5                   | 11 juli 2004        | Chicago             | Verenigde Staten – Polen              | Goal                | 1 – 1               | 1 – 1               | Oefeninterland      |
| 6                   | 8 juni 2005         | Panama-Stad         | Panama – Verenigde Staten             | Goal                | 0 – 1               | 0 – 3               | WK-kwalificatie     |
| 7                   | 16 juni 2005        | Foxborough          | Verenigde Staten – Panama             | Goal                | 2 – 0               | 2 – 1               | Gold Cup            |
| 8                   | 9 september 2007    | Chicago             | Verenigde Staten – Brazilië           | Goal                | 1 – 0               | 2 – 4               | Oefeninterland      |
| 9                   | 26 maart 2008       | Krakau              | Polen – Verenigde Staten              | Goal                | 0 – 1               | 0 – 3               | Oefeninterland      |
| 10                  | 8 juni 2005         | Guatemala-Stad      | Guatemala – Verenigde Staten          | Goal                | 0 – 1               | 0 – 3               | WK-kwalificatie     |
| 11                  | 6 juni 2009         | Chicago             | Verenigde Staten – Honduras           | Goal                | 2 – 1               | 2 – 1               | WK-kwalificatie     |
| 12                  | 3 maart 2010        | Amsterdam           | Nederland – Verenigde Staten          | Goal                | 2 – 1               | 2 – 1               | Oefeninterland      |
| 13                  | 8 juni 2012         | Tampa               | Verenigde Staten – Antigua en Barbuda | Goal                | 1 – 0               | 3 – 1               | WK-kwalificatie     |

## Statistieken
| seizoen     | club             | land                      | competitie          | wed. | goals |
| ----------- | ---------------- | ------------------------- | ------------------- | ---- | ----- |
| 2000/01     | Chicago Fire     | Vlag van Verenigde Staten | Major League Soccer | 27   | 1     |
| 2001/02     | Chicago Fire     | Vlag van Verenigde Staten | Major League Soccer | 15   | 1     |
| 2002/03     | Chicago Fire     | Vlag van Verenigde Staten | Major League Soccer | 26   | 2     |
| 2003/04     | Chicago Fire     | Vlag van Verenigde Staten | Major League Soccer | 19   | 1     |
| 2003/04     | Fulham FC        | Vlag van Engeland         | Premier League      | 15   | 0     |
| 2004/05     | Fulham FC        | Vlag van Engeland         | Premier League      | 28   | 1     |
| 2005/06     | Fulham FC        | Vlag van Engeland         | Premier League      | 21   | 1     |
| 2006/07     | Fulham FC        | Vlag van Engeland         | Premier League      | 30   | 5     |
| 2007/08     | Fulham FC        | Vlag van Engeland         | Premier League      | 22   | 1     |
| 2008/09     | Stade Rennais    | Vlag van Frankrijk        | Ligue 1             | 38   | 1     |
| 2009/10     | Stade Rennais    | Vlag van Frankrijk        | Ligue 1             | 26   | 1     |
| 2010/11     | AS Saint-Étienne | Vlag van Frankrijk        | Ligue 1             | 34   | 2     |
| 2011/12     | AS Saint-Étienne | Vlag van Frankrijk        | Ligue 1             | 1    | 0     |
| 2011/12     | Glasgow Rangers  | Vlag van Schotland        | Premier League      | 29   | 2     |
| 2012/13     | Glasgow Rangers  | Vlag van Schotland        | Scottish League One | 3    | 0     |
| 2012/13     | Racing Santander | Vlag van Spanje           | Segunda División A  | 21   | 0     |
| 2013        | Chivas USA       | Vlag van Verenigde Staten | Major League Soccer | 12   | 0     |
| 2014        | Chivas USA       | Vlag van Verenigde Staten | Major League Soccer | 18   | 0     |
| Bijgewerkt: | 22-11-2014       |                           | Totaal              | 385  | 19    |